# Stopplaats Holthuizerstraat
Holthuizerstraat is een voormalige stopplaats in de Gelderse plaats Twello aan de spoorlijn Apeldoorn - Deventer. De stopplaats was geopend van 21 november 1887 tot 22 mei 1932.